# إفيرالدو باربوسا
إفيرالدو باربوسا هو لاعب كرة قدم برازيلي في مركز الوسط، ولد في 12 سبتمبر 1975 في سالفادور في البرازيل. لعب مع أتلتيكو باراناينسي وتيبورونيس روخوس دي فيراكروز ونادي تشياباس ونادي غواراني ونادي موجي ميريم ونادي نيكاكسا.

## وصلات خارجية
- إفيرالدو باربوسا على موقع قاعدة بيانات كرة القدم.إي يو (الإنجليزية)
- إفيرالدو باربوسا على موقع Soccerway.com (الإنجليزية)